# Wadym Masur
Wadym Walerijowytsch Masur (ukrainisch Вадим Валерійович Мазур; * 17. Februar 1998 in Kiew) ist ein ukrainischer Eishockeyspieler, der seit 2022 beim HK Sokil Kiew in der Ukrainischen Eishockeyliga spielt.

## Karriere

### Club
Wadym Masur begann seine Karriere als Eishockeyspieler im Nachwuchsbereich des HK Donbass Donezk, mit dessen U16-Mannschaft er in der russischen U16-Liga spielte. 2014 wechselte er nach Österreich zum EC Red Bull Salzburg, wo er sowohl in der U18, als auch in der U20 eingesetzt wurde und 2015 die Erste Bank Jugend-Liga gewann. Nach diesem Erfolg ging er zu Toros Neftekamsk in die russische U18-Liga, wo er ebenfalls ein Jahr spielte. 2016 kehrte er nach Donezk zurück und spielte mit dem HK Donbass in der Ukrainischen Eishockeyliga. 2017, 2018 und 2019 wurde er mit den Ostukrainern Ukrainischer Meister. Zu den Playoffs 2020 wechselte er zum Ligakonkurrenten HK Bilyj Bars Bila Zerkwa und nach der Saison zum Liganeuling HK Mariupol, für den zwei Jahre auf dem Eis stand. 2022 wechselte er zum HK Sokil Kiew.

### International
Im Nachwuchsbereich spielte Masur für die Ukraine bei den U18-Weltmeisterschaften 2014, 2015 und 2016, als er als bester Scorer, bester Torvorbereiter und mit der besten Plus/Minus-Bilanz des Turniers auch zum besten Spieler seiner Mannschaft gewählt wurde, in der Division I. Mit der U20-Auswahl nahm er an den U20-Weltmeisterschaften 2015, 2016, 2017 und 2018 ebenfalls in der Division I teil. Zudem nahm er mit der ukrainischen Studentenauswahl an den Winter World University Games 2023 in Lake Placid teil.
Für die Herren-Nationalmannschaft nahm Masur erstmals an der Weltmeisterschaft der Division I 2019 teil. Auch 2022 und 2023, als er drittbester Vorbereiter nach seinen Landsleuten Ihor Mereschko und Oleksij Worona war, spielte er in der Division I.

## Erfolge und Auszeichnungen
- 2015 Gewinn der Erste Bank Jugend-Liga mit dem EC Red Bull Salzburg
- 2016 Topscorer, bester Vorbereiter und beste Plus/Minus-Bilanz bei der U18-Weltmeisterschaft der Division I, Gruppe B
- 2017 Ukrainischer Meister mit dem HK Donbass Donezk
- 2018 Ukrainischer Meister mit dem HK Donbass Donezk
- 2019 Ukrainischer Meister mit dem HK Donbass Donezk